# Diecéze arycandská
Diecéze Arycanda je titulární diecéze římskokatolické církve.

## Historie
Arycanda, ztotožnitelná s Aruf v dnešním Turecku. Je to starobylé biskupské sídlo nacházející se v římské provincii Lýkie. Diecéze byla součástí Konstantinopolského patriarchátu a sufragánnou arcidiecéze Myra.
Dnes je využívána jako titulární biskupské sídlo; v současné době je bez titulárního biskupa.

## Seznam biskupů
- Theodorus (zmíněn roku 879)

## Seznam titulární biskupů
- 1921 – 1935 Sotero Redondo Herrero, O.S.A.
- 1935 – 1939 Anunciado Serafini
- 1939 – 1942 Jean Larregain, M.E.P.
- 1943 – 1947 Joseph Martin Nathan
- 1947 – 1957 Antônio Maria Alves de Siqueira
- 1957 – 1960 Francisco Ferreira Arreola
- 1960 – 2001 Benito Epifanio Rodríguez